# Diablos danzantes de Cuyagua
Los Diablos danzantes de Cuyagua son una festividad religiosa que se celebra en Cuyagua, Estado Aragua (Venezuela), el día de Corpus Christi, llevada a cabo por las "Sociedades del Santísimo".
Cerca de la exótica costa de Cuyagua, la celebración de los diablos danzantes data de 1773. Los turistas que decidan visitar esta tierra con olor a mar podrán deleitar su paladar con los más sublimes platos típicos de la región.
Esta cofradía, al igual que las otras, sólo permite que las mujeres ayuden en la confección de los trajes. Además, tiene la particularidad de permitirles a los danzantes decidir cómo vestirse cada año.
La jerarquía de esta cofradía se clasifica en perreros, capataces y diablos. Los primeros son los más viejos en el grupo y van sin traje el día de la celebración ya que son un tipo de acompañantes sagrados. Les sigue el segundo y tercer perrero, quienes cuentan a los diablos antes de salir y ofrecen el servicio de guía durante el recorrido por el pueblo. La jerarquía cierra con los diablos, quienes adoran al Santísimo Sacramento al son del baile y promueven el respeto a las personas mayores, a las jerarquías y al trabajo en conjunto.

## Declaración de Patrimonio Cultural Inmaterial de la Humanidad
Los Diablos danzantes de Corpus Christi ingresaron, junto con otras 11 cofradías del país, a la lista representativa del Patrimonio Cultural Inmaterial de la Humanidad que aprueba la Organización de las Naciones Unidas para la Educación, Ciencia y la Cultura (Unesco), en París, el 6 de diciembre del año 2012.
Once cofradías, enraizadas en igual número de comunidades de
Venezuela desde hace cerca de cuatrocientos años, se rinden ante el
Santísimo Sacramento, el noveno jueves después del Jueves Santo,
integrados a la celebración católica del Corpus Christi. En cada
una de estas comunidades, las vestimentas, los bailes e instrumentos
utilizados son diferentes, pero tienen en común una ceremonia plena
de religiosidad popular, devoción y fe desprendida, en la que
concurren los elementos de las culturas africanas y originarias, en
una tradición transmitida de padres a hijos, signada por la participación
popular, la resistencia cultural, el desarrollo de vínculos
solidarios y la celebración de la espiritualidad.
Cada una de estas diabladas, que hoy se consideran Patrimonio
Cultural Inmaterial de la Humanidad, constituyen una expresión
profunda de la venezolanidad y nos hacen sentir orgullosos de nuestra
condición de pueblo multiétnico y pluricultural, perseverante y
hermanado en la tarea de fortalecer nuestro destino de patria
independiente y soberana.
Este reconocimiento de la UNESCO a los Diablos Danzantes de Corpus
Christi de Venezuela proyecta con intensidad al pueblo venezolano en
el resto del mundo, desde una de sus prácticas culturales de mayor
arraigo y trascendencia, y lleva un mensaje de amor, paz y
solidaridad para todos los Pueblos.